# Сваямвара

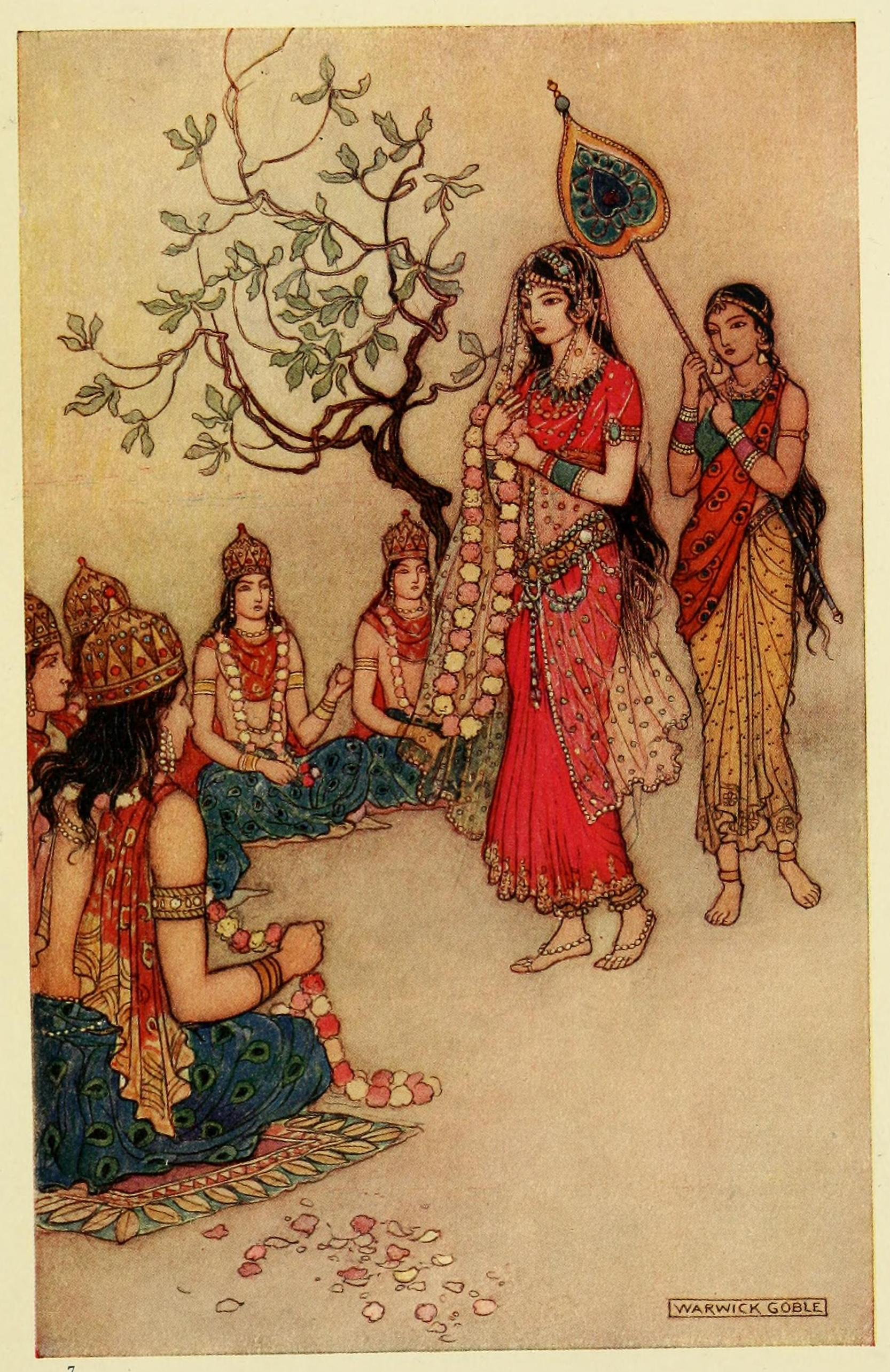
Дамаянті обирає чоловіка, ілюстрація Ворвік Ґобл з книги «Індійські міфи і легенди»

Сваямвара (санскр. स्वयं‍वर — звичай вибору дівчиною нареченого, що практикувався в Стародавній Індії, один з різновидів шлюбу ґандгарва (вівага). Про проведення сваямвари приймав рішення батько дівчини. Для проведення церемонії вибиралися сприятливі час і місце. Царі посилали гінців у сусідні царства, запрошуючи царевичів для участі в сваямвару. Прості люди запрошували претендентів на руку дівчини з округи. У призначений день, претенденти прибували в дім батька дівчини і просили її руки. Батьки дівчини оцінювали їхню мужність і якості в різного роду змаганнях. Зробивши свій вибір, дівчина одягала на свого обранця квіткову гірлянду, після чого негайно проводилося весілля.
В індуїстській літературі описується кілька випадків сваямвари. У «Рамаяні» Сіта виходить заміж за Раму, який виявляється єдиним царевичем, здатним пройти через встановлене батьком Сіти випробування — підняти і натягнути лук Шиви. У «Магабгараті» описується сваямвара Драупаді, внаслідок якої царівна дістається Арджуні. У «Магабгараті» також описується сваямвара Дамаянті, в якій вона, проти волі девів, обирає собі в чоловіки Налу.
Також сваямвару влаштовує Праджапаті Дакша для своєї дочки Саті.